# Tony Gallopin
Tony Gallopin (ur. 24 maja 1988 w Dourdan) – francuski kolarz szosowy. Olimpijczyk (2012).

## Najważniejsze osiągnięcia
2006
- 3. miejsce w mistrzostwach świata juniorów (start wspólny)
- 3. miejsce w mistrzostwach świata juniorów (jazda ind. na czas)
- 2. miejsce w mistrzostwach Europy juniorów (jazda ind. na czas)

2008
- 1. miejsce w mistrzostwach Francji do lat 23 (jazda ind. na czas)

2010
- 1. miejsce w Paryż-Tours do lat 23
- 1. miejsce na 2. etapie Tour du Limousin
- 1. miejsce na 3. etapie Tour de Luxembourg

2011
- 1. miejsce w French Road Cycling Cup
- 1. miejsce w Flèche d’Emeraude
- 2. miejsce w Cholet-Pays de Loire
- 3. miejsce w Tour de Luxembourg
- 4. miejsce w Tour du Limousin
  - 1. miejsce na 2. etapie

2012
- 3. miejsce w Tour of Oman
- 10. miejsce w Grand Prix Cycliste de Montréal

2013
- 3. miejsce w mistrzostwach Francji (start wspólny)
- 4. miejsce w Circuit de la Sarthe
- 1. miejsce w Clásica de San Sebastián

2014
- 10. miejsce w Paryż-Nicea
- 1. miejsce na 11. etapie Tour de France
- 5. miejsce w Clásica de San Sebastián
- 9. miejsce w Grand Prix Cycliste de Québec
- 3. miejsce w Grand Prix Cycliste de Montréal

2015
- 6. miejsce w Paryż-Nicea
  - 1. miejsce na 6. etapie
- 6. miejsce w Amstel Gold Race
- 2. miejsce w mistrzostwach Francji (start wspólny)
- 8. miejsce w Grand Prix Cycliste de Québec
- 7. miejsce w Giro di Lombardia

2016
- 8. miejsce w Paryż-Nicea
- 2. miejsce w Clásica de San Sebastián

2017
- 2. miejsce w Clásica de San Sebastián

2018
- 1. miejsce w Étoile de Bessèges
  - 1. miejsce na 5. (ITT) etapie
- 2. miejsce w mistrzostwach Francji (jazda ind. na czas)
- 1. miejsce na 7. etapie Vuelta a España

2019
- 3. miejsce w Tour de La Provence

2021
- 1. miejsce w klasyfikacji sprinterskiej UAE Tour

2023
- 2. miejsce w Circuito de Getxo

## Starty w Wielkich Tourach
| Grand Tour | 2010 | 2011 | 2012 | 2013 | 2014 | 2015 | 2016 | 2017 | 2018 | 2019 | 2020 | 2021 | 2022 | 2023 |
| ---------- | ---- | ---- | ---- | ---- | ---- | ---- | ---- | ---- | ---- | ---- | ---- | ---- | ---- | ---- |
| Giro       | -    | -    | -    | -    | -    | -    | -    | -    | -    | DNF  | DNF  | 60.  | -    | -    |
| Tour       | -    | 79.  | DNF  | 58.  | 29.  | 31.  | 71.  | 21.  | DNF  | 56.  | -    | -    | 37.  | 86.  |
| Vuelta     | 89.  | -    | -    | -    | -    | -    | -    | -    | 11.  | -    | -    | -    | -    | -    |

## Rankingi
| Rok             | 2007 | 2008 | 2009 | 2010 | 2011 | 2012 | 2013 | 2014 | 2015 | 2016 | 2017 | 2018 | 2019 | 2020  | 2021 | 2022 | 2023 |
| --------------- | ---- | ---- | ---- | ---- | ---- | ---- | ---- | ---- | ---- | ---- | ---- | ---- | ---- | ----- | ---- | ---- | ---- |
| UCI World Tour  |      |      |      |      |      | 149. | 61.  | 35.  | 40.  | 62.  | 43.  | 111. |      |       |      |      |      |
| World Ranking   |      |      |      |      |      |      |      |      |      | 40.  | 41.  | 127. | 203. | 1462. | 985. | 401. | 349. |
| UCI Europe Tour | 698. | 282. | 423. | 219. | 14.  |      |      |      |      | 16.  | 62.  | 134. | 169. | 1096. | 735. | 321. | -    |
|                 |      |      |      |      |      |      |      |      |      |      |      |      |      |       |      |      |      |
| Źródło: UCI     |      |      |      |      |      |      |      |      |      |      |      |      |      |       |      |      |      |